# Kanton Bailleul-Nord-Est

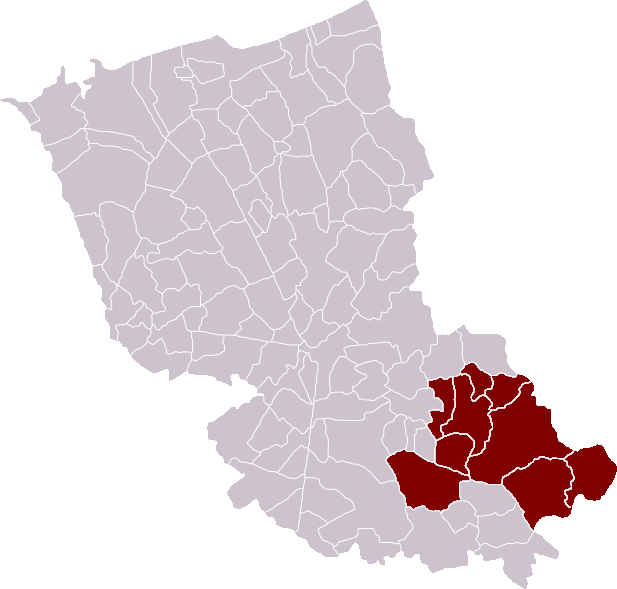
Lage des Kantons

Der Kanton Bailleul-Nord-Est war bis 2015 ein französischer Kanton im Arrondissement Dunkerque, im Département Nord und in der Region Nord-Pas-de-Calais. Sein Hauptort war Bailleul. Vertreter im Generalrat war zuletzt von 1998 bis 2015 Michel Vandevoorde.

## Gemeinden
Der Kanton bestand aus drei Gemeinden und einem Teil der Stadt Bailleul (angegeben ist hier die Gesamteinwohnerzahl) sowie drei weiteren Gemeinden: 
| Gemeinde          | Einwohner Jahr | Fläche km² | Bevölkerungsdichte | Code INSEE | Postleitzahl |
| ----------------- | -------------- | ---------- | ------------------ | ---------- | ------------ |
| Bailleul          | 14.389 (2013)  | –          | – Einw./km²        | 59043      | 59270        |
| Nieppe            | 7.407 (2013)   | 17,3       | 428 Einw./km²      | 59431      | 59850        |
| Saint-Jans-Cappel | 1.713 (2013)   | 7,96       | 215 Einw./km²      | 59535      | 59270        |
| Steenwerck        | 3.466 (2013)   | 27,47      | 126 Einw./km²      | 59581      | 59181        |